# El Cedrito
El Cedrito es una localidad del estado mexicano de Guerrero. Es parte del municipio de Taxco de Alarcón. Fue fundada el 12 de abril de 2011.

## Demografía
| Censo | Población |
| ----- | --------- |
| 2020  | 491       |